# Facebook
Facebook, ejet af Meta Platforms, Inc., er et onlinebaseret socialt netværk, og hjemmesiden er det mest besøgte socialt netværksmedie i november 2021. Siden har omkring to milliarder aktive brugere, og hver dag kommer der 250.000 nye. Ordet Facebook refererer til de bøger, der uddeles på amerikanske universiteter med billeder af de studerende – det man i Danmark kender som en blå bog. Facebook bliver især benyttet til at lægge billeder ud på nettet, hvor man så kan dele dem med sine venner. Der bliver dagligt lagt 14 millioner billeder ud på Facebook, og er en af de mest besøgte hjemmesider på verdensplan.

## Historie
Facebook Inc. blev oprettet i februar 2004 af Mark Zuckerberg, der studerede på Harvard, med støtte fra blandt andre Andrew McCollum og Eduardo Saverin. I starten var der kun adgang for studerende med en college- eller universitets-e-mail-adresse. Siden da er Facebook gjort tilgængelig for alle. Man kan vælge at indmelde sig i et eller flere netværk såsom skoler, arbejdspladser eller geografiske regioner. Siden giver brugerne mulighed for at samle sig i grupper og udveksle tekst og billeder, som man kan sætte på sin profilside. Samtidig kan man kommentere andres profiler ved at efterlade noter på deres sider. På Facebook kan anvendes diverse applikationer, fx quizzer, spil og filmanmeldelser. Applikationer kan sendes til ens kontaktlistepersoner, og man kan sammenligne eventuelle resultater. Siden april 2008 har man desuden kunnet chatte med de venner, der er online.
Facebook er verdens mest besøgte website. Over 2,5 milliarder fotos bliver uploadet om måneden. Samtidig er Facebook også det mest blokerede website på arbejdspladser.

## Facebook-grupper
Da det er gratis at etablere Facebook-grupper benyttes denne funktion i meget høj grad, og den er med til at skabe kontakt mellem brugere, der ikke i forvejen kender hinanden. Disse grupper tjener både morsomme og seriøse formål, og især de seriøse protestgrupper har fået stor medieopmærksomhed. De fleste grupper benytter aldrig deres medlemsskare til at traditionelle foreninger eller græsrodsbevægelser, på trods af at brugerne er positivt indstillede over for sagen: En fjerdedel af 2277 adspurgte medlemmer af danske Facebook-grupper vil støtte en forening økonomisk (Der skal dog tages højde for slacktivisme).
Et eksempel på en Facebook-gruppe, der er blevet udviklet til en forening, er Den Republikanske Grundlovsbevægelse, der afholdt stiftende generalforsamling i juni 2009.
I 2013 udgav tænketanken Digitale Unge to undersøgelser, der afdækker unge og teenageres private og offentlige liv på sociale medier som Facebook. En af opdagelserne var blandt andet, at unge har udviklet sociale strategier for at beskytte deres privatliv i forhold til deres nære relationer. Et udbredt eksempel på sådan en strategi blandt de unge er at kommunikere via lukkede grupper på Facebook i stedet for at kommunikere offentligt på deres wall.

### Hadegrupper
Facebook har i sine officielle retningslinjer beskrevet at det ikke er tilladt at sprede hadefulde ytringer, herunder at stifte og deltage i hadegrupper. Dog er Facebook meget tilbageholdende med at gribe ind overfor grupper, der overtræder disse retningslinjer. Et eksempel herpå er en række hadegrupper, der blev oprettet mod en person, der i en periode var anholdt for mordet på Maria Møller Christensen.
Zuckerberg blev i Kongressen konfronteret med, at Facebook anses at have spillet en afgørende rolle i forfølgelsen af rohingya-befolkningen i Myanmar og den vold, de blev udsat for under fordrivelsen.

## Kritik af Facebook
Der har fra flere sider været rejst kritik af Facebook, også med hensyn til rettighederne til det materiale der lægges på Facebook. Problemet er at Facebook ikke er under dansk lovgivning, og fordi serverne og virksomheden bag, befinder sig i USA. Der er også blevet rejst kritik af Facebook fordi deres hårde linje over for billeder, man uploader. Adskillige brugere er f.eks. blevet slettet, fordi man på billeder kunne se kvindens brystvorte imens hun ammede et spædbarn, dertil er mange brugere på Facebook også blevet slettet pga. pornografiske billeder af dem selv. Udover krænkelse, pornografi osv. er Facebook også blevet omtalt, fordi en kvinde blev fyret, da hun kritiserede sit arbejde i et vægopslag.
Mange firmaer har besluttet at give deres medarbejdere en mundkurv på, når det handler om deres adfærd på Facebook. I 2013 blev lærerinden Laraine Cook i Idaho fyret, efter at have lagt et billede ud, hvor hendes forlovede - en anden lærer - lægger en hånd på hendes ene bryst. Ironisk nok slap han med en advarsel, mens hun mistede sit arbejde. Sagen vakte stor opsigt i USA.
I Norge har statsminister Erna Solberg og flere af hendes regeringsmedlemmer åbent kritiseret Facebooks billedcensur; i Solbergs tilfælde det Nick Uts ikoniske foto fra napalmbombningen af Vietnam. Da Liv Breven i Numedal skulle markedsføre sin traditionelle, norske brunost på Facebook, blev hendes annonce standset af Facebook som "diskriminerende" - fordi osten i varedeklarationen meget korrekt beskrives som "brun" og "helfed". Først efter Brevens protester accepterede Facebook hendes annonce.
Facebook blevet omtalt som et venstreorienteret socialt medie, sammen med Twitter og YouTube. Dette er sket, da Facebook har censureret og udelukket højreorienterede konservative, som bl.a. Tommy Robinson, Alex Jones, Milo Yannopoulos, Owen Shroyer og andre. Gennem en periode, er folk, som har skrevet "Tommy Robinson", "Alex Jones" eller "Infowars" på Facebook, uanset kontekst, blevet udelukket fra Facebook, eller fået advarsler.

### Censur af links
Facebook censurerer links på brugerens profil, og i private emails. Censuren af links, er sat i system via firmaet Websense. Hvis et link kunne tænkes, at være anstødeligt markeres det automatisk med en advarsel, om at siden kan være skadelig for din computer. Dette sker ved en automatisk proces. Blokeringen af linket, kan fjernes efter henvendelse til Websense. Dette sker dog kun, hvis Websense er enig i klagen. Censuren foretages af firmaet Websense, der har opstillet en lang række kategorier for sider, der kunne tænkes at være anstødelige.

### Facebook eller dennes samarbejdspartnere supplerer din skyggeprofil
Udover de data du giver Facebook, henter Facebook eller dennes samarbejdspartnere også data fra din smartphone (via Apps) og de PCere du logger på og senere browser fra. Det betyder at Facebook eller dennes samarbejdspartnere med stor sikkerhed ved, hvilke sider du har været, grundet Facebook eller via dennes samarbejdspartneres tracking. Skyggeprofilen er data om dig (fx telefonnummer, sms'er og geolokationsdata), som du ikke umiddelbart kan se. Det hjælper ikke specielt meget om du anvender VPN eller tor. Uden at du måske har læst og forstået det, har du givet lov til den omfattende overvågning og dataindsamling under Facebook-konto oprettelsen eller da du installerede Apps.

## Applikationer på Facebook
Facebook har åbnet for et API, der muliggør at programmere interaktive applikationer, som Facebook-brugere kan integrere på deres profilsider og i deres brugerflade. Det har medført et væld af spil og værktøjer, der er blevet udviklet, og der er også eksempler på applikationer, der integrerer andre websites og Facebook. 10. februar 2010 blev XMPP integreret i Facebook Chat, således at man kan tilslutte sig til Facebook Chat med sin yndlings XMPP klient. Denne funktionalitet blev fjernet igen den 30. april, 2015. En grund kunne være, at brugere ikke ville se nogen reklamer hvis de chattede over XMPP. Det er stadig muligt at bruge XMPP vha. f.eks. https://jabber.dk/ Arkiveret 12. januar 2016 hos  Wayback Machine .

## Statistik
Anslåede tal fra Februar 2011:
- Aktive brugere: Over 1 milliard.
- Billeder: 3.2 milliarder billeder bliver uploadet hver måned.
- Statusopdateringer: 100 millioner hver dag.

| Dato            | Antallet af aktive brugere |
| --------------- | -------------------------- |
| december 2004   | 1,5 million                |
| december 2005   | 5,5 millioner              |
| december 2006   | 12 millioner               |
| april 2007      | 20 millioner               |
| oktober 2007    | 50 millioner               |
| august 2008     | 100 millioner              |
| april 2009      | 200 millioner              |
| september 2009  | 300 millioner              |
| februar 2010    | 400 millioner              |
| juli 2010       | 500 millioner              |
| januar 2011     | 600 millioner              |
| maj 2011        | 700 millioner              |
| september 2011  | 800 millioner              |
| oktober 2011    | 900 millioner              |
| september 2012  | 1 milliard                 |
| 3. kvartal 2021 | 2,91 milliarder            |

## Populærkultur
I 2010 udkom filmen The Social Network, som fortæller en historie om Facebook og Mark Zuckerberg, der i sin studietid får ideen til Facebook. Filmen omhandler problemerne mellem venner og partnere samt retssager i forbindelse med tyveri af ideen fra andre studerende, mens den selvfølgelig illustrerer Facebooks tidlige og yderst eksplosive udvikling.
Facebook er desuden omdrejningspunktet for de populære dokumentarer 'The great hack' og 'The social dilemma', der belyser konsekvenserne ved brugen af siden på henholdsvis et samfundsmæssigt og et personligt plan.

## Kontroverser
- Offensimentum